# Liste der Biografien/Gih
Liste der Biografien |
Portal Biografien |
Personensuche
# |
A |
B |
C |
D |
E |
F |
G |
H |
I |
J |
K |
L |
M |
N |
O |
P |
Q |
R |
S |
T |
U |
V |
W |
X |
Y |
Z |
?
 
Ga |
Gb |
Gc |
Gd |
Ge |
Gf |
Gh |
Gi |
Gj |
Gk |
Gl |
Gm |
Gn |
Go |
Gp |
Gq |
Gr |
Gs |
Gu |
Gv |
Gw |
Gy |
Gz
 
Gia |
Gib |
Gic |
Gid |
Gie |
Gif |
Gig |
Gih |
Gij |
Gik |
Gil |
Gim |
Gin |
Gio |
Gip |
Gir |
Gis |
Git |
Giu |
Giv |
Giw |
Giy |
Giz
Die Liste der Biografien führt alle Personen auf, die in der deutschsprachigen Wikipedia einen Artikel haben. Dieses ist eine Teilliste mit 6 Einträgen von Personen, deren Namen mit den Buchstaben „Gih“ beginnt.

## Gih

### Giha
- Giha, Juan Jorge (1922–1999), peruanischer Sportschütze
- Giha, Juan Jorge (* 1955), peruanischer Sportschütze

### Gihe
- Giheno, John (1949–2017), papua-neuguineischer Politiker

### Gihn
- Gihnlein, Johann Daniel (1663–1735), deutscher Lehrer für Ethik, Geschichte und Beredsamkeit

### Gihr
- Gihr, Gustav (1894–1959), deutscher Offizier, zuletzt Generalmajor im Zweiten Weltkrieg
- Gihr, Nikolaus (1839–1924), deutscher katholischer Theologe